# ۱۰۴۴ (میلادی)
۱۰۴۴ (میلادی) هزار و چهل و چهارمین سال تقویم میلادی است.

## درگذشتگان
‎